# Новоживотів
Новоживоті́в (слов. Живѣотівѣ, унр. Старий Животів до 1920 р.) — село в Україні, в Оратівській селищній громаді Вінницького району Вінницької області. Розташоване в гирлі річок Осичка і Гнила (притоки Роськи) за 10 км на північ від смт Оратів. Через село проходить автошлях Р17. Населення становить 1 198 осіб (станом на 1 січня 2018 р.).

## Історія

### Назва
Не існує офіційної версії назви поселення.  
Під час Київської Русі, Великого Князівства Литовського та Гетьманщини поселення було при володарюванні руських та польських магнатів. Назва «Животів» — від слова «жити». Це слово можна часто зустріти в давній українській літературі. Очевидно, місце мало благодійні умови для життя, тому його зіставляли з назвою та зберегли цілісність мотиву.  
Під час проведеного радянською владою Голодомору 1932—1933 років померло щонайменше 218 жителів села.
12 червня 2020 року, відповідно розпорядження Кабінету Міністрів України № 707-р «Про визначення адміністративних центрів та затвердження територій територіальних громад Вінницької області», село увійшло до складу Оратівської селищної громади.
19 липня 2020 року, в результаті адміністративно-територіальної реформи та ліквідації Оратівського району, село увійшло до складу Вінницького району.

## Населення

### Мова
Розподіл населення за рідною мовою за даними перепису 2001 року:
| Мова       | Кількість | Відсоток |
| ---------- | --------- | -------- |
| українська | 1405      | 99.43%   |
| російська  | 8         | 0.57%    |
| Усього     | 1413      | 100%     |

## Пам'ятки
- Дерев'яна церква Святого Миколая, споруджена 1737 року. У 1848 році були прибудовані два кам'яні приділи, один з них теплий, освячений на честь Святого Митрофана.
- Костел. Як католицька каплиця згадана у 1855 році, приписана тоді була до костелу в Оратові.

## Відомі люди
- Волинець Михайло Якович — український профспілковий та політичний діяч. Голова Незалежної профспілки гірників України (з лютого 1995). Голова Конфедерації вільних профспілок України (з 1997).
- Гайдуков Володимир Миколайович (15 червня 1923 — 1 липня 2006, Москва) — радянський військовик, Герой Радянського Союзу. 1950 року закінчив Всесоюзну академію зовнішньої торгівлі. Працював у системі Міністерства зовнішньої торгівлі СРСР.[6]
- Гуцало Євген Пилипович — український письменник, публіцист.
- Любченко Аркадій Панасович — секретар ВАПЛІТЕ, український письменник.
- Любченко Георгій Опанасович — український архітектор.
- П'єр Пінчик (справжнє ім'я — Пінхус Сегал; 16 березня 1893 — 1971, Нью-Йорк) — американський синагогальний кантор (хаззан).

## Галерея

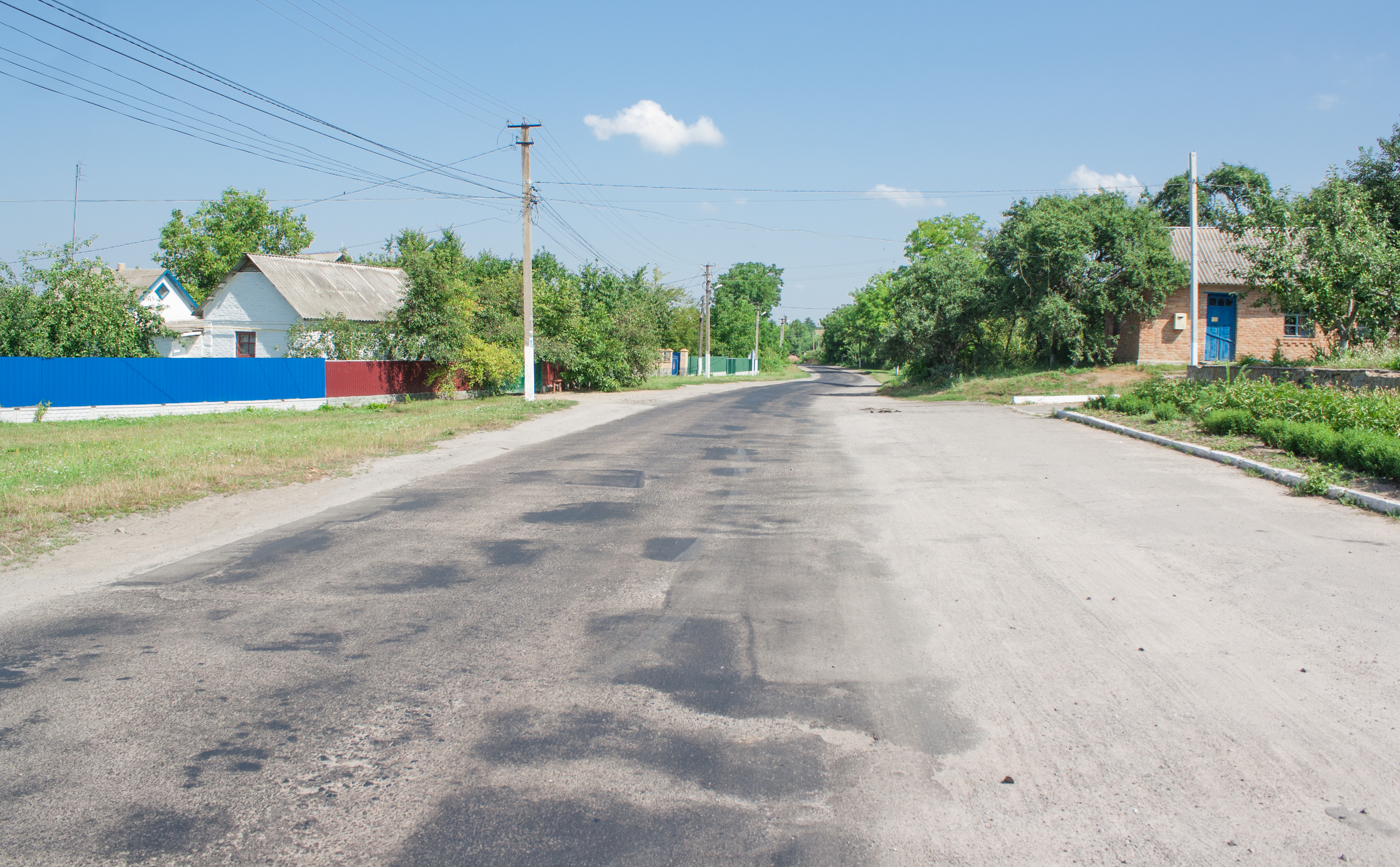
Головна вулиця
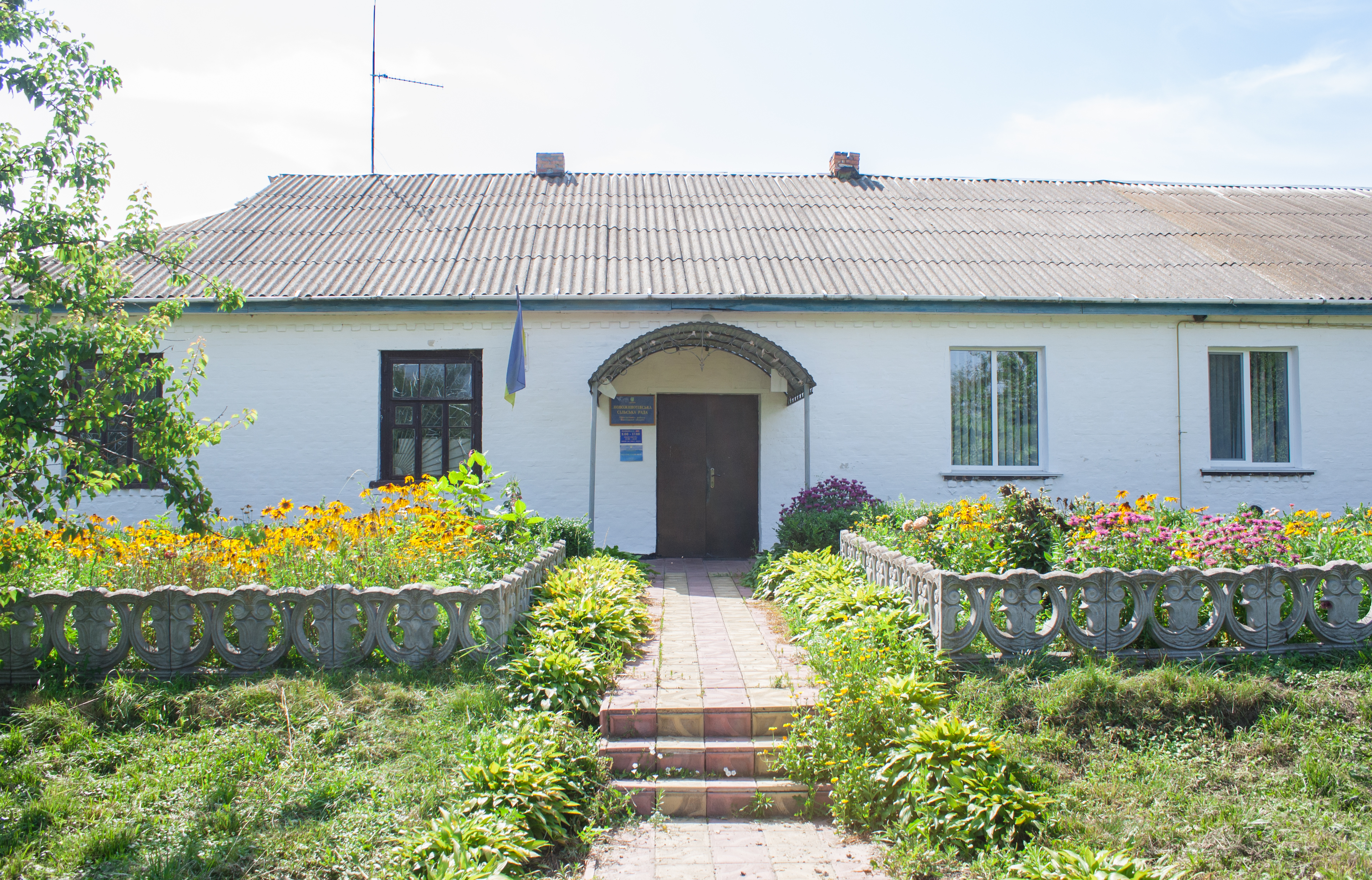
Сільська рада
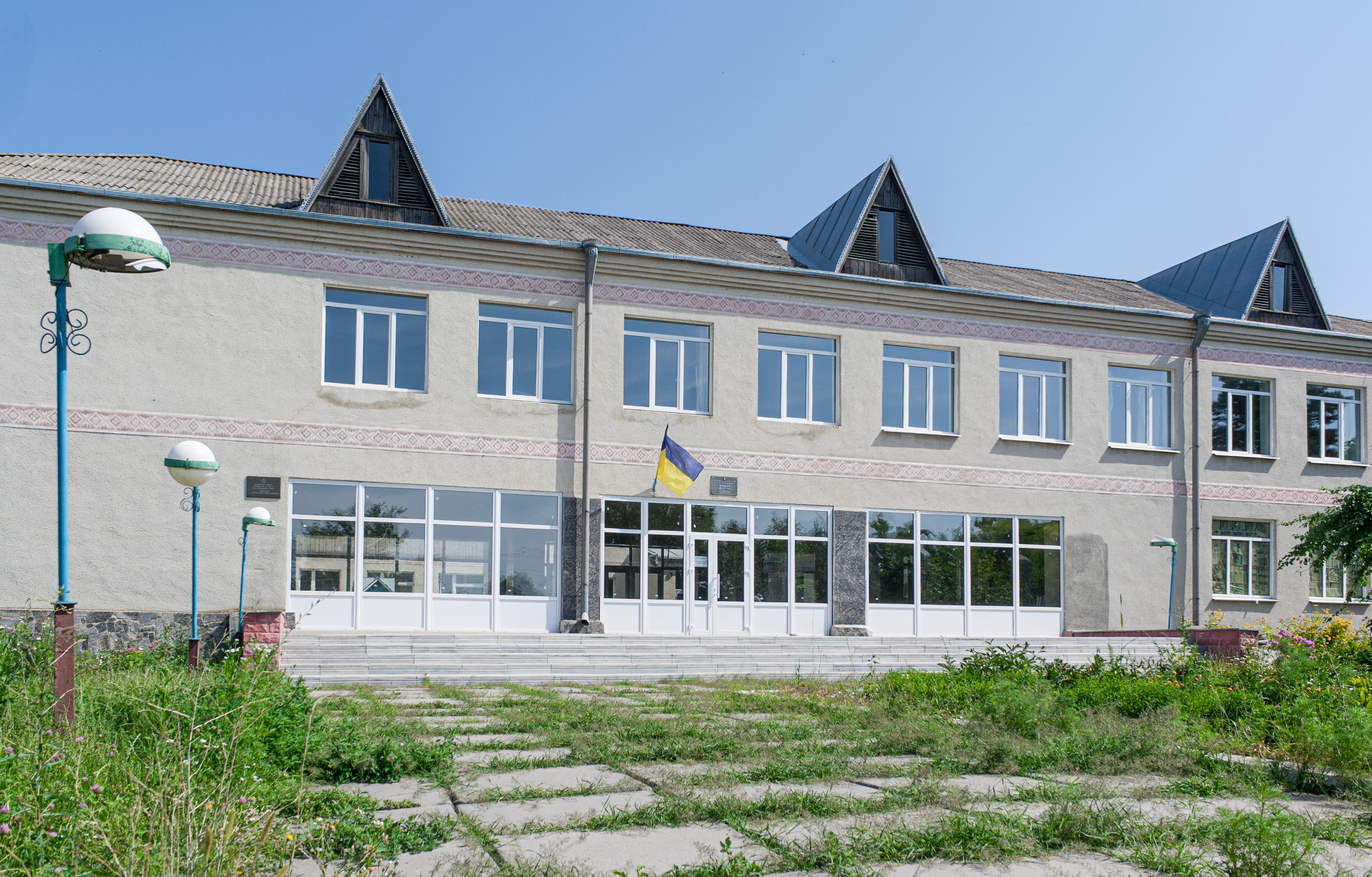
Школа
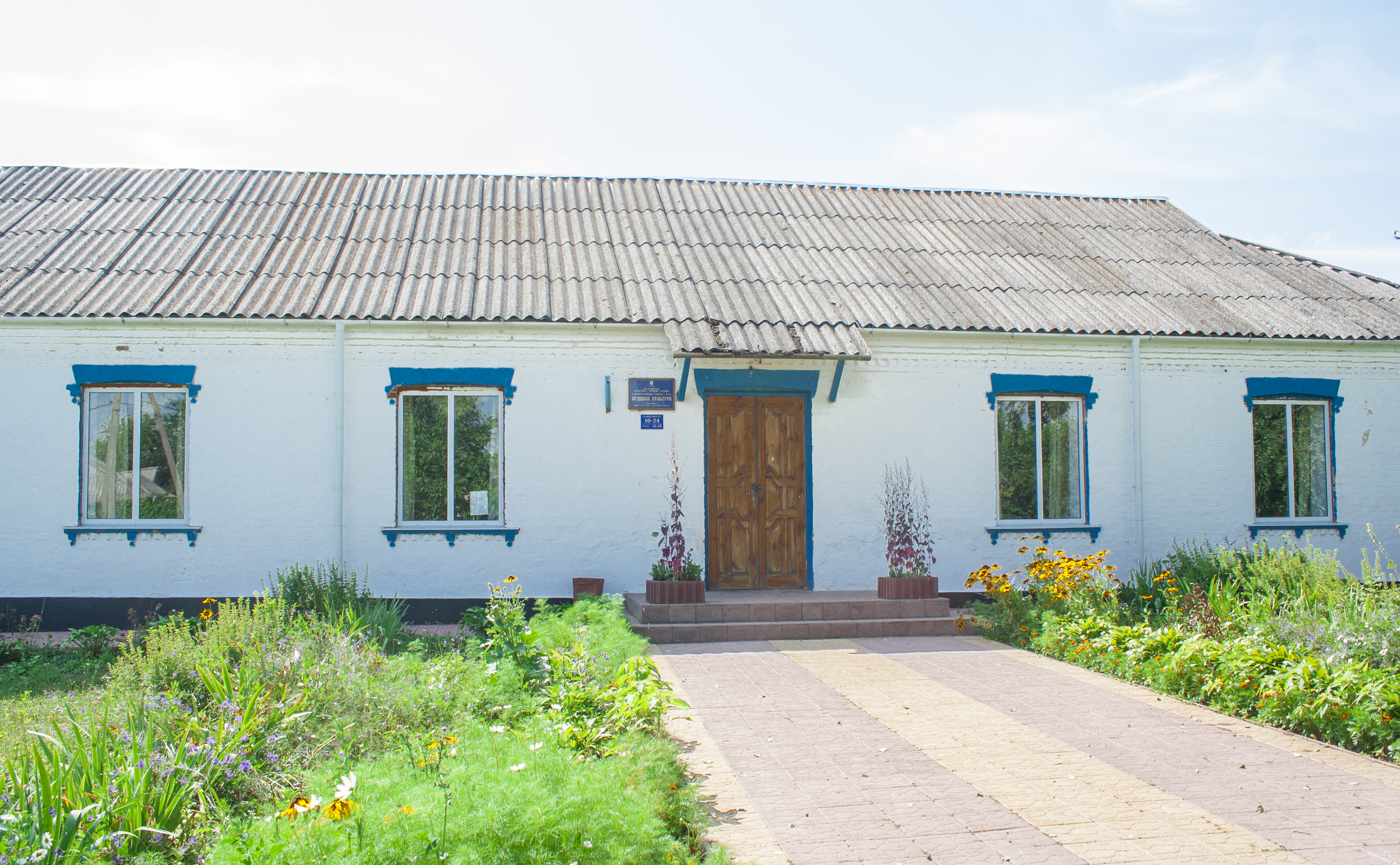
Будинок культури
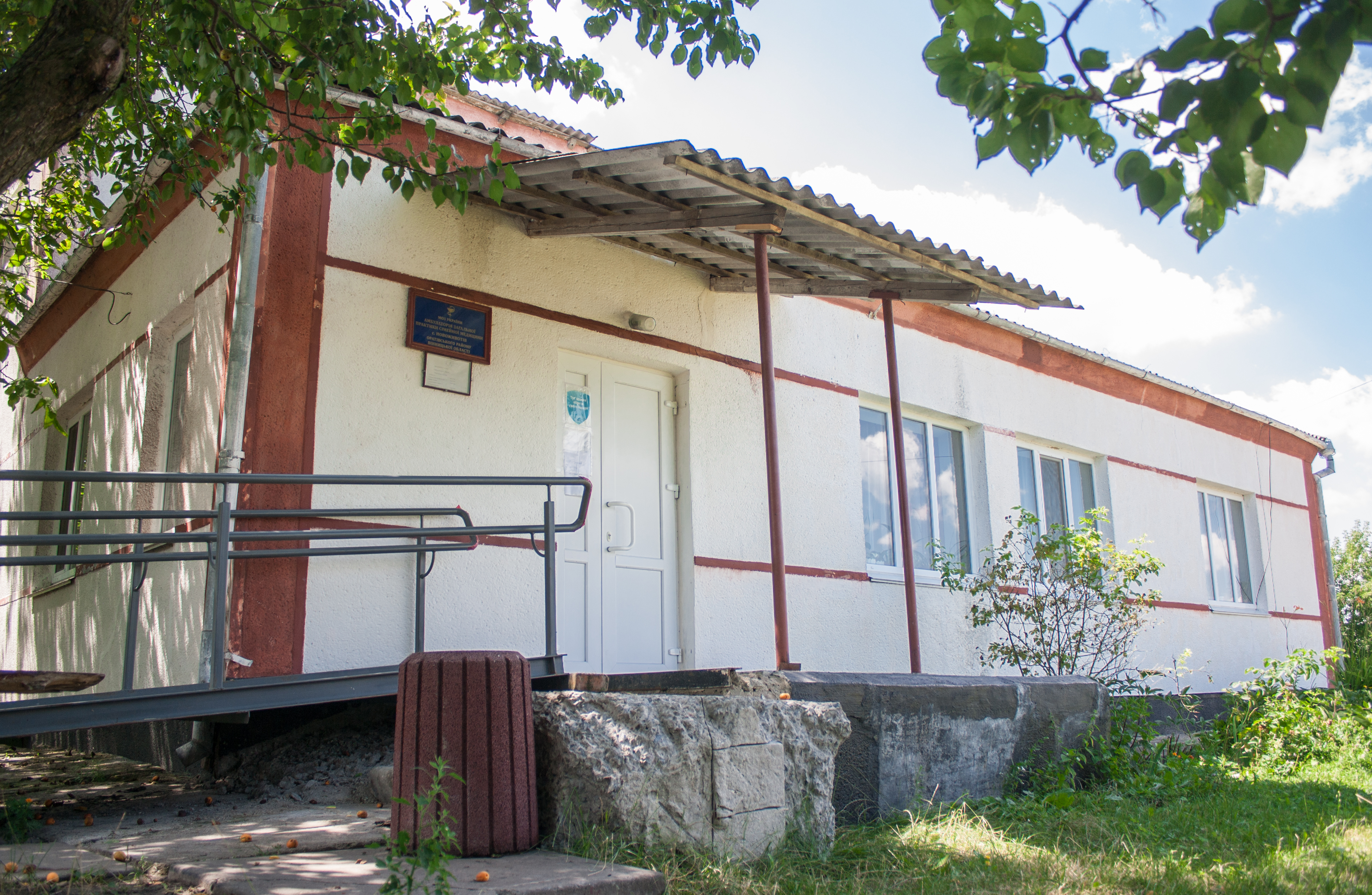
Амбулаторія
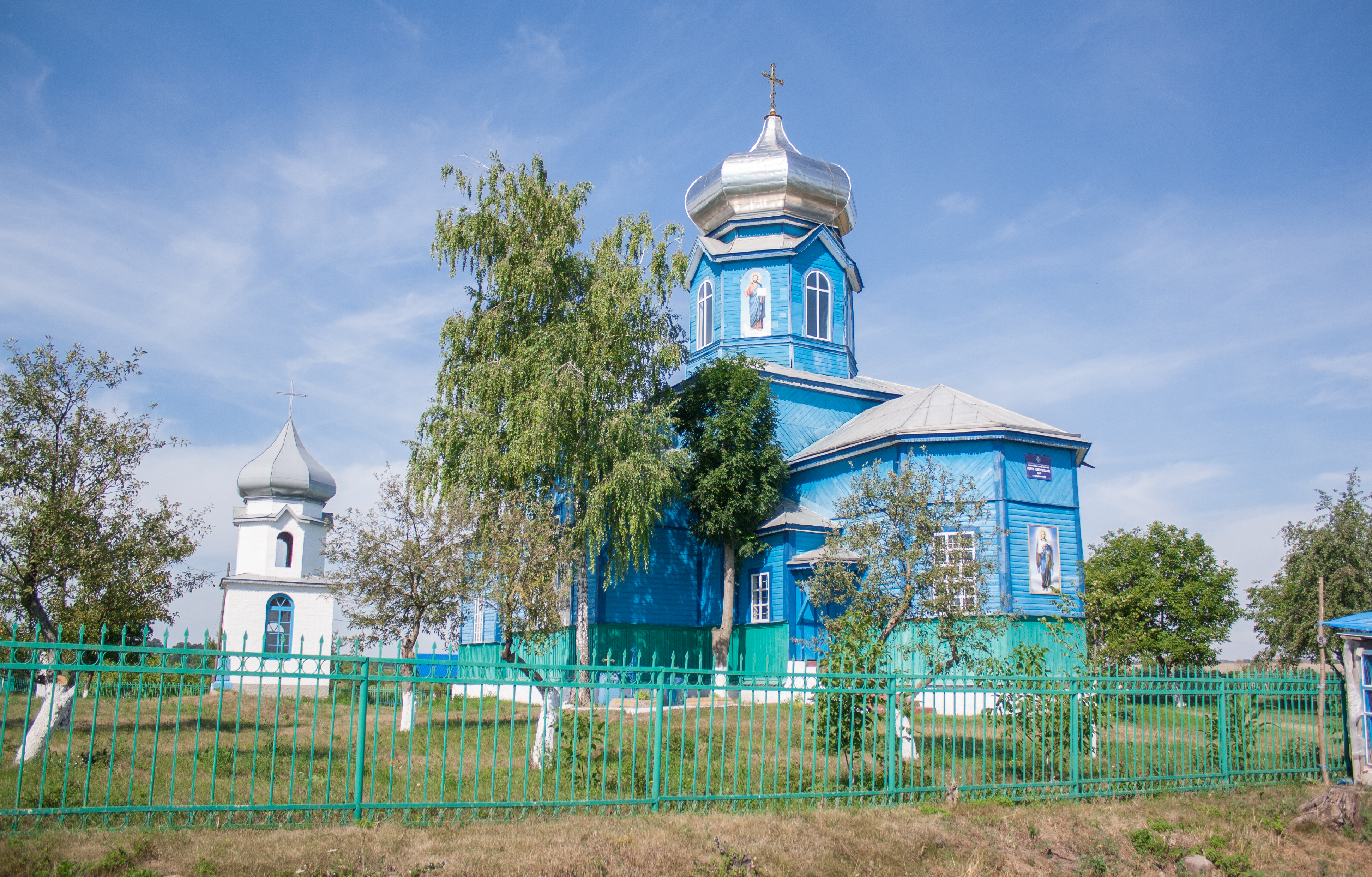
Церква (1907-1912 рр.)
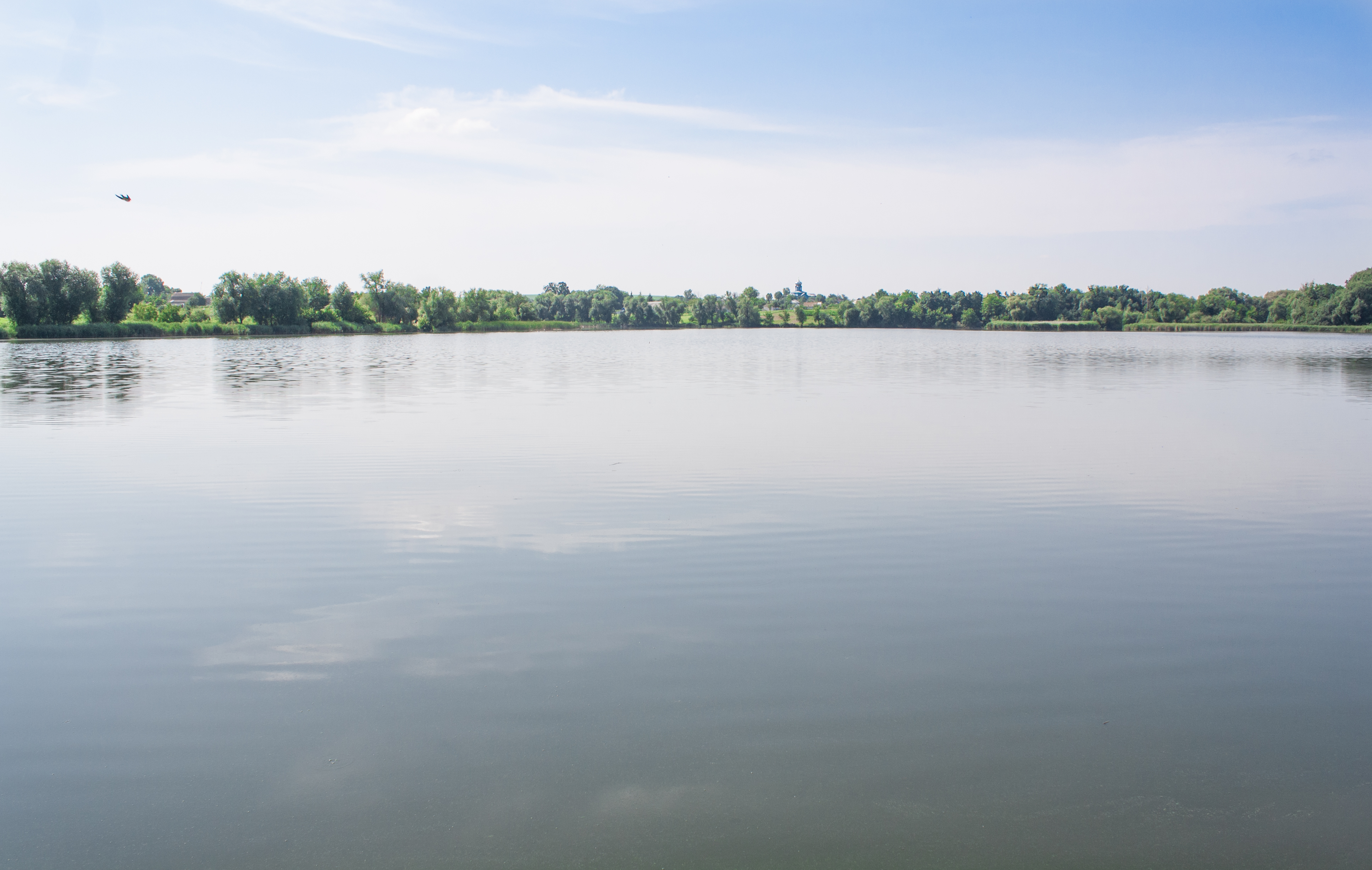
Ставок на річці Роська
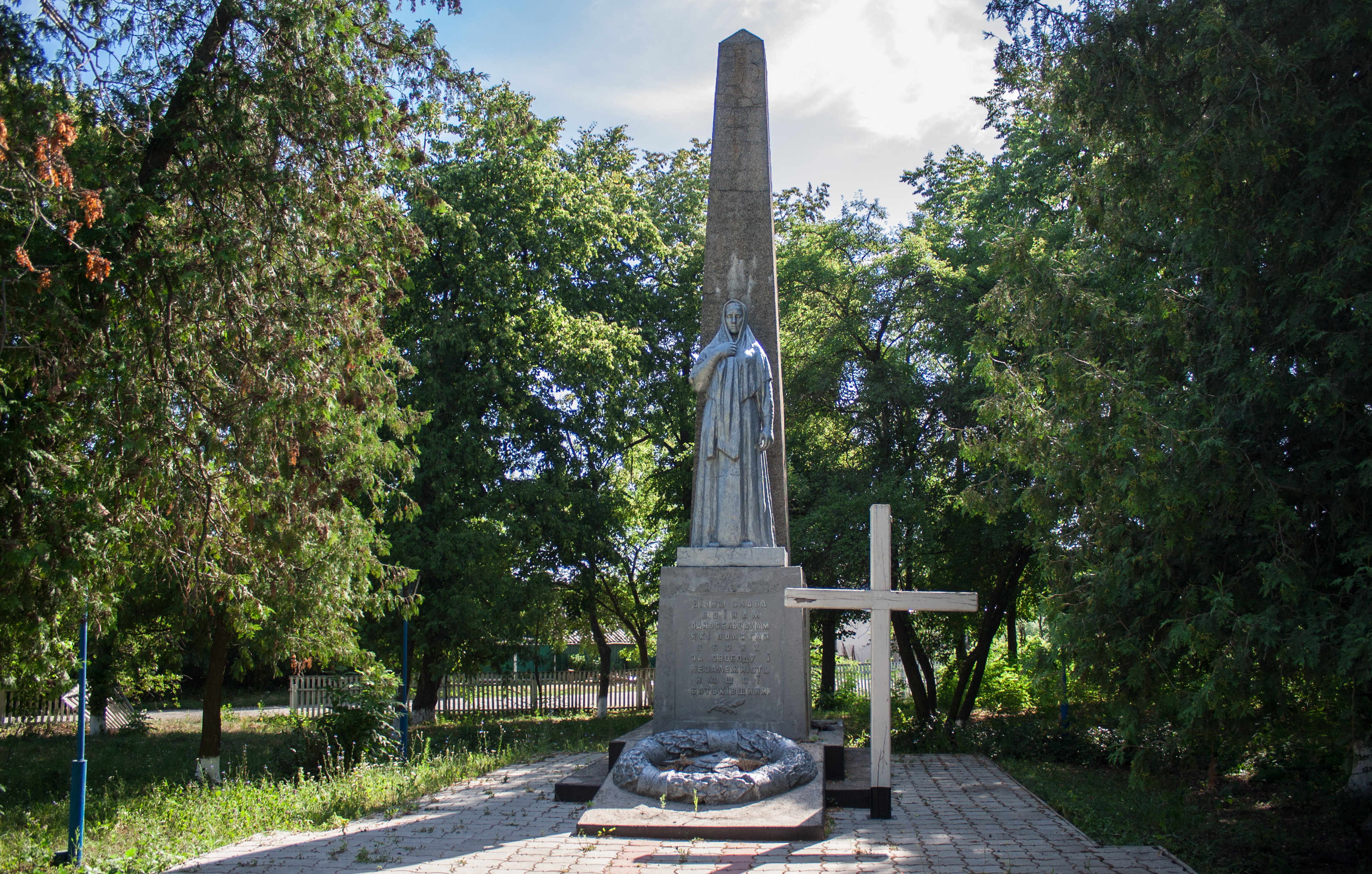
Пам'ятник воїнам-односельчанам
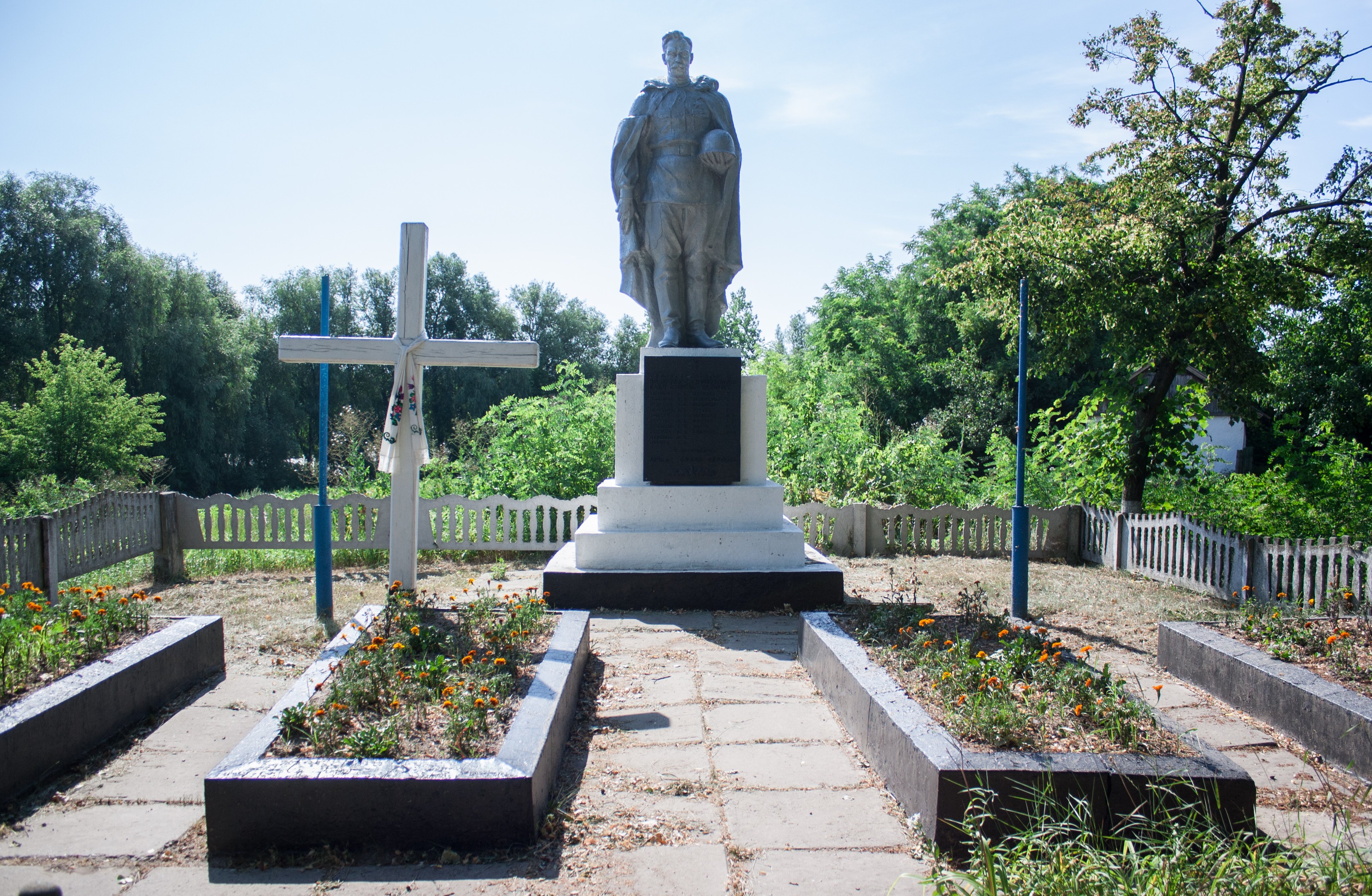
Братська могила радянських воїнів